# Metrostation Kwangmyŏng
Die Metrostation Kwangmyŏng (광명) bzw. Helles Licht ist ein U-Bahnhof der Hyŏksin-Linie, welche zur Metro Pjöngjang gehört.  Sie wurde am 9. Oktober 1975 eröffnet und 1995 auf unbestimmte Zeit wieder geschlossen. An ihrer Stelle verkehrt seit 1996 an Vormittagen die kurz darauf eröffnete Kŭmsusan-Linie der Straßenbahn Pjöngjang, welche allerdings hauptsächlich touristischen Zwecken dient.
Sie befindet sich in Pjöngjangs Stadtbezirk Taesŏng-guyŏk im Dong Miam-dong an der Kumsong-Straße direkt vor dem Kumsusan-Palast bzw. am Campus der Kim-Il-sung-Universität.